# Богорія-Скотніцька
Богорія-Скотніцька (пол. Bogoria Skotnicka) — село в Польщі, у гміні Самбожець Сандомирського повіту Свентокшиського воєводства.
Населення — 410 осіб (2011).
У 1975-1998 роках село належало до Тарнобжезького воєводства.

## Демографія
Демографічна структура на день 31 березня 2011 року:
|          | Загалом | Допрацездатний вік | Працездатний вік | Постпрацездатний вік |
| -------- | ------- | ------------------ | ---------------- | -------------------- |
| Чоловіки | 196     | 34                 | 135              | 27                   |
| Жінки    | 214     | 32                 | 120              | 62                   |
| Разом    | 410     | 66                 | 255              | 89                   |